# Geranium rubifolium
Geranium rubifolium är en näveväxtart som beskrevs av John Lindley. Geranium rubifolium ingår i släktet nävor, och familjen näveväxter. Inga underarter finns listade i Catalogue of Life.